# Rosa et Dudley Lambert
Pour les articles homonymes, voir Lambert.
Rosa et Dudley Lambert, nés tous deux au Royaume-Uni, sont un couple, marié, d'auteurs britanniques de roman policier.

## Biographie
Entre 1928 et 1938, les époux Rosa et Dudley Lambert écrivent conjointement quatre romans policiers appartenant au genre whodunit, qui ont pour héros récurrent le détective gallois Glyn Morgan. Dans Le Secrétaire de M. Bannister (1935), Morgan enquête sur le meurtre d’un secrétaire assassiné dans les locaux d’un club de danse de l’aviation.

## Œuvre

### Romans

#### Série policièreGlyn Morgan
- Monsieur Faux-Pas ou Death Goes to Brusells (1928) Publié en français sous le titre Monsieur Faux-pas, Paris, Librairie des Champs-Élysées, Le Masque no 135, 1933
- The Mediterranean Murder (1930) Publié en français sous le titre Villa Marguerite, Paris, Librairie des Champs-Élysées, Le Masque no 112, 1932
- The Mystery of the Golden Wings (1935) Publié en français sous le titre Le Secrétaire de M. Bannister, Paris, Librairie des Champs-Élysées, Le Masque no 421, 1952
- Crime in Quarantine (1938)

## Sources
- Jacques Baudou et Jean-Jacques Schleret, Le Vrai Visage du Masque, vol. 1, Paris, Futuropolis, 1984, 476 p. (OCLC 311506692), p. 273.